# Tribunal Administrativo Central de Recursos Contractuales

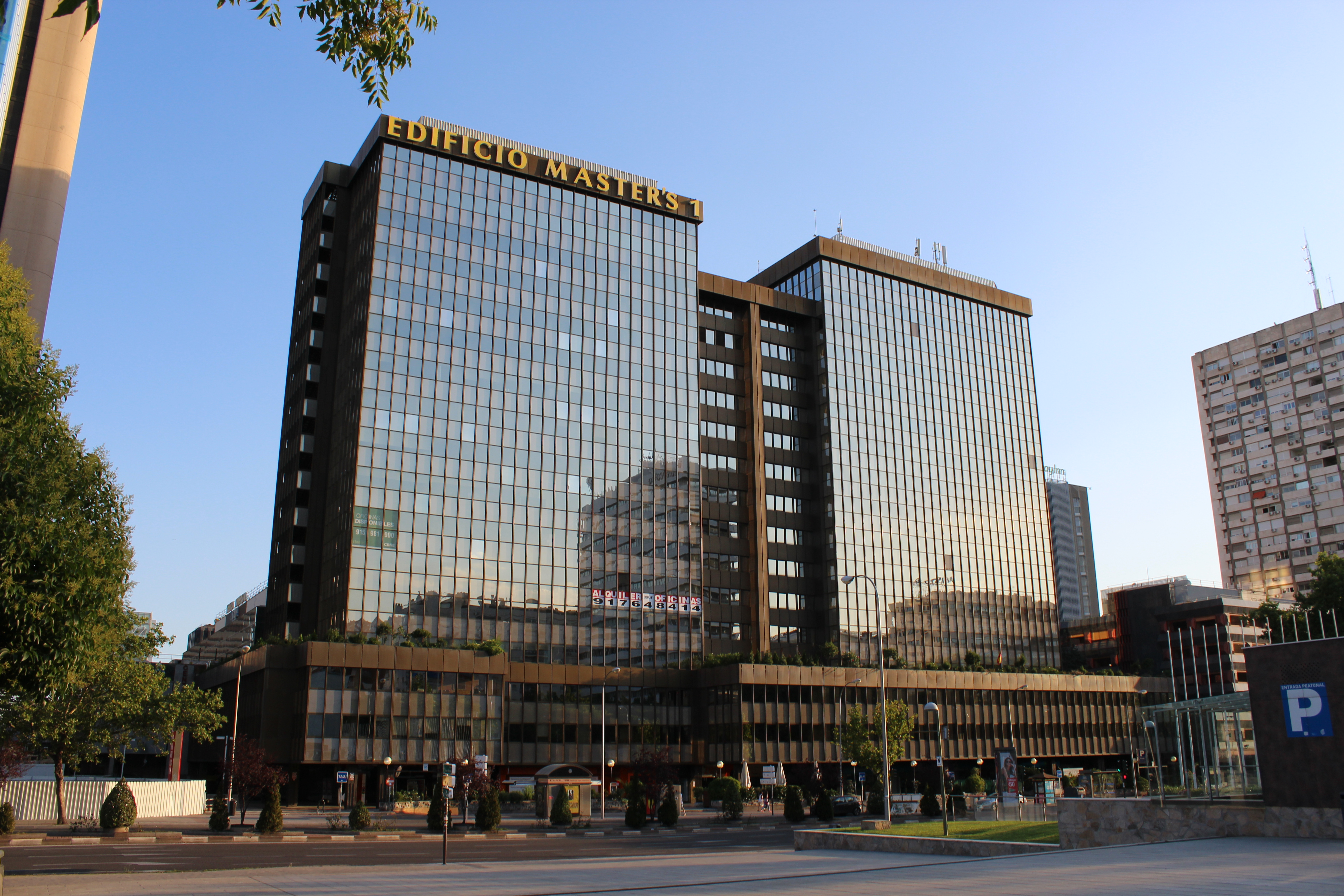
El TACRC tiene su sede en la planta 8.ª del Edificio Masters 1.

El Tribunal Administrativo Central de Recursos Contractuales (TACRC) de España es un órgano administrativo independiente, cuyos miembros gozan de inamovilidad e independencia, integrado en la Administración General del Estado a través del Ministerio de Hacienda, que fue creado por la Ley 34/2010 de 5 de agosto, que modificó las Leyes 30/2007, de 30 de octubre, de Contratos del Sector Público, 31/2007, de 30 de octubre, sobre procedimientos de contratación en los sectores del agua, la energía, los transportes y los servicios postales, y 29/1998, de 13 de julio, reguladora de la jurisdicción contencioso-administrativa para adaptarla a la regulación europea, y que resuelve los recursos administrativos que interpongan los particulares contra los actos de las entidades públicas dentro de los procesos de adjudicación de los contratos del sector público.
El Tribunal se encarga tanto de resolver los recursos que se interpongan contra las decisiones de las entidades adjudicadoras de contratos del sector público, como de adoptar las medidas provisionales que sean necesarias respecto del procedimiento de adjudicación durante el periodo de resolución de los recursos. Se puede presentar recurso contractual ante este tribunal de manera potestativa. Sus resoluciones cierran la vía administrativa para recurrir, debiéndose acudir a la jurisdicción contencioso-administrativa para continuar el procedimiento de recurso si no se está conforme con la resolución.